# Griselinia carlomunozii
Griselinia carlomunozii là một loài thực vật có hoa trong họ Griseliniaceae. Loài này được M.O.Dillon & Muñoz-Schick mô tả khoa học đầu tiên năm 1993.